# ناجی معروف

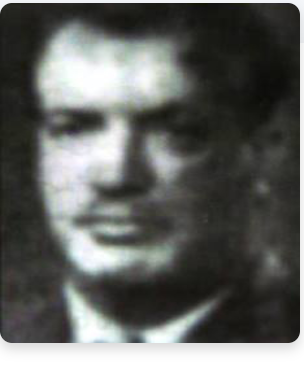
تاریخ نگار عراقی

ناجی معروف (۱۹۱۰-۱۹۷۶) تاریخ‌نگار و دانشگاهی عراقی بود.

## زندگی
زادهٔ ۱۹۱۰ در اعظمیهٔ بغداد است. در همان‌جا بزرگ شد و نخست به یادگیری قرآن پرداخت، سپس تحصیلات خود را در دانشسرا ادامه داد. معروف، دوباره به حج رفت. در حج دوم در جده، در ۱۵ اوت ۱۹۷۷ درگذشت. پیکر او را به بغداد بردند و در گورستان خیزران دفن شد.

## آثار
- عروبة الإمام أبی حنیفة النعمان (کتاب) - بغداد - ۱۹۳۵م.
- المطالعة العربیة الحدیثة (بالمشارکة) - بغداد - ۱۹۳۴م.
- المنتخبات الأدبیة - بغداد - ۱۹۳۵م.
- المدرسة المستنصریة - بغداد - ۱۹۳۵م.
- مقدمة فی تاریخ المستنصریة و علمائها - بغداد - ۱۹۵۸م.
- علماء المستنصریة - بغداد - ۱۹۵۹م.
- المدخل فی تاریخ الحضارة العربیة - بغداد - ۱۹۶۰م.
- المدرسة الشرابیة - بغداد - ۱۹۶۱م.
- خطط بغداد - بغداد - ۱۹۶۲م.
- تثنیة الأسماء التاریخیة - بغداد - ۱۹۶۳م.
- التوقیعات التدریسیة - بغداد - ۱۹۶۳م.
- عروبة المدن الإسلامیة - بغداد - ۱۹۶۴م.
- المدارس الشرابیة ببغداد و واسط و مکة - بغداد - ۱۹۶۴م.
- تاریخ علماء المستنصریة (عدة طبعات).
- تاریخ العرب (عدة طبعات).
- موجز تاریخ الحضارة العربیة (عدة طبعات).
- دروس تاریخ الحضارة العربیة (عدة طبعات).
- تاریخ العرب فی القرون الوسطی (عدة طبعات).
- عروبة العلماء المنسوبین إلی البلاد الأعجمیة - بغداد - ۱۹۷۷م